# Kritische Masse (Spieltheorie)
Eine kritische Masse in der Spieltheorie bedeutet, dass nicht die gesamte Gruppe von einer Strategie überzeugt werden muss, sondern dass es ausreicht, nur eine bestimmte Anzahl von Teilnehmern von dieser Strategie zu überzeugen. Ist dieser Schwellenwert überschritten, die kritische Masse also erreicht, wird sich diese Strategie selbsttragend durchsetzen.

## Bedeutung in der Spieltheorie
Eine kritische Masse bezeichnet im Rahmen der Spieltheorie einen Schwellenwert. Ist dieser erreicht, wird innerhalb eines gruppendynamischen Prozesses ein selbsttragender Effekt ausgelöst, bei dem sich ein bestehendes Gleichgewicht zu einem anderen verschieben kann.

## Begriffliche Einordnung
Ursprünglich wurde das Konzept der kritischen Masse im Rahmen der Analyse für den Aufbau von Telekommunikationsnetzen entwickelt. Dabei bezeichnet die kleinste Teilnehmerzahl eines Netzes die kritische Masse, bei der sich ein Netz mit einer einheitlichen, minimalen Anschlussgebühr kostendeckend betreiben lässt. Die formale Analyse des Konzeptes der kritischen Masse, geht auf Jeffrey Rohlfs zurück.
Angelehnt an die Forschungen aus der Netzwerkökonomie, erlangte das Phänomen der kritischen Masse für die Spieltheorie Bedeutung.
Unter einer ökonomischen Analyse von Netzwerken werden die Kriterien für eine Entscheidung von Anbietern und Nachfragern auf einem Markt von Netzwerkgütern verstanden und deren Auswirkung auf die Gleichgewichtsallokation. Ein Netzwerkgut stellt dabei ein Gut dar, dessen Nutzen von der Zahl der Akteure abhängig ist, welche über dieses Gut verfügen.
Anders ausgedrückt, spielen Netzwerkexternalitäten für die Beschreibung des Phänomens der kritischen Masse eine besondere Rolle. Sie beschreiben Situationen, bei denen der Konsum einer Person den Nutzen einer anderen Person unmittelbar beeinflusst. Eine weitere Eigenschaft von Netzwerkgütern ist die der Komplementarität bzw. Kompatibilität. Damit wird der Konsum eines Gutes nicht nur von dessen spezifischen Eigenschaften bestimmt, sondern auch vom Konsum anderer Marktteilnehmer und den entsprechenden ergänzenden Komponenten.
Zur Illustration ein Beispiel: „Die Nachfrage eines Konsumenten nach Faxgeräten.“ Ein Faxgerät wird zur Kommunikation mit anderen Marktteilnehmern genutzt. Der Kauf eines solchen Gerätes lohnt sich aber erst, wenn auch andere Marktteilnehmer ein Faxgerät besitzen. Der Nutzen hängt also von anderen Marktteilnehmern bzw. deren Konsum ab. Damit sich ein solches Technologiesystem von Faxgeräten durchsetzen kann, ist es nötig, dass die kritische Masse an Teilnehmern erreicht wird. Hat eine ausreichend große Menge an Teilnehmern ein Faxgerät, so wird sich dieses System selbsttragend durchsetzen.
Kritische Massen können sich aus einer Vielzahl von Effekten aus ökonomischer (Skalenökonomie, Verbundeffekte, Netzwerkeffekte) oder psychologischer (Herdentrieb, Lerneffekt) Sicht ergeben.

## Beispiel: Standardwechsel
In der Annahme es gibt zwei konkurrierende technische Systeme; wenn von denen eines technologisch besser als das andere ist, wird sich vermutlich das technologisch bessere System am Markt durchsetzen. Dass dies nicht immer der Fall sein muss, zeigt das folgende Beispiel der Videokassettensysteme bzw. -formate VHS und Betamax. Dabei konnte sich das Format Betamax von Sony, obwohl das technologisch bessere System, nicht gegenüber dem VHS von JVC durchsetzen. Der Nutzen eines technologischen Systems hängt somit nicht nur von den produktspezifischen Eigenschaften ab, sondern auch davon, welches System andere Nutzer verwenden. Eine kritische Masse an Nutzern reichte aus, damit sich das eine System gegenüber dem anderen durchsetzen konnte.
Warum sich ein Standard gegenüber einem anderen durchgesetzt hat, ist demzufolge spieltheoretisch weniger von Belang. Hat sich aber ein Standard durchgesetzt und eine Gruppe von Spielern befindet sich in der Situation eines Lock-in-Effekts, so bedarf es einer kritischen Masse an Teilnehmern, das bestehende Gleichgewicht hin zu einem anderen zu verschieben. Der Mitläufereffekt sorgt dann dafür, dass sich das neue Gleichgewicht stabilisiert.